# 盡頭 (小說)
《盡頭》是倪匡筆下科幻小說衛斯理系列之一。故事將人性的醜惡歸咎外星人神秘力量的影響，講述有外星神秘力量能夠控制部份地球人的思想，驅使他們毀滅自己的文明，讓人類的發展走到了盡頭。這是衛斯理系列中最後一個認為外星人有意圖破壞地球的故事。
而根據作者在序中的表示，這個故事是衛斯理系列中對人性譴責得極其嚴厲的一篇，而故事題目代表「人類已走到了盡頭，到了末路」，表示對人性醜惡的深惡痛絕。

## 故事大綱

### 人性與獸性
衛斯理偶然在街上遇到兩個青年打鬥，其中一個叫丁阿毛的青年拿小刀刺向衛斯理，衛斯理將他制服後交給警方。沒想到事後丁阿毛卻懷恨在心，企圖進行報復，拿手槍進入衛斯理住處，企圖把衛斯理槍殺，卻錯手殺了衛斯理好友——群眾心理學專家章達。原來章達發現到一種神秘力量存在，其能夠指使人類作出瘋狂的行為，而這就是現今社會混亂失序的主因。

### 不是意外是謀殺
為了替好友之死查出真相，衛斯理鍥而不捨地追查，卻發現神秘力量要某人指使丁阿毛，要他去恨一個人，再去殺死另一個人，卻假裝失手的樣子。而章達之死，便是神秘力量製造出的「意外」。

### 時間會所
為了追查教唆丁阿毛進行謀殺行為的人。衛斯理來到一個名叫時間會所的地下樂團所在的夜總會。領頭的青年名叫方根發。他供稱自己的車子兩三天就會沒有油。應該是被人偷用。衛斯理收穫不到情報，沒有辦法。出來夜總會後，他駕駛的車子卻被轉過街角的一輛卡車，突然撞擊，成了廢鐵，人也昏迷不醒。

### 神秘力量的來源
衛斯理發現有一股神秘力量來源，因而再一次被神秘力量派人意圖殺害，在醫院昏迷了86天，動了12次大手術，才得以保存性命。衛斯理終於追查到兩個業餘無線電愛好者的小洋房，原來他們以無線電愛好者自居。卻意外受到那股外星力量影響，成為其在亞洲區的代理人，協助外星神秘力量執行命令。那股外星神秘力量擔心，地球人的文明發展下去，對他們不利，會發現他們的存在，所以他們先發制人，以無線電波干擾人類文明發展，以防患於未然。

### 控制人類走向盡頭
衛斯理和白素侵入洋房，發現那兩個人與外星神秘力量的通訊裝置，一個球形天線。並在那兩人回來後逼問出整件事的始末。最後，那棟房子毀於火災，那兩人受到處罰，但我們人類怎麼辦呢?

## 故事角色
- 衛斯理 - 好管閒事的人。抓住丁阿毛解送警局。
- 白素 - 衛斯理的妻子。
- 丁阿毛 - 被神秘力量控制的小流氓。出身一個不正常的家庭。
- 丁阿玲 - 丁阿毛的姊姊。曾經因為丁阿毛的軟弱及同儕威逼。被騙去空屋強暴。
- 阿中 - 丁家的鄰居。喜歡阿玲的青年。
- 方根發 - 率領一個叫做時間會所(TIME CLUB)的樂團。一個較為年長的青年。
- 某甲和某乙 - 兩個穿黑西裝的人。被神秘力量操縱。外星神秘力量在亞洲地區的代理人。

## 廣播劇
- 香港商業電台以粵語於1988年星期一至五，每日下午二時正首播《盡頭》廣播劇，合共7集。為商台衛斯理廣播劇系列第卅五個故事。
  - 監製：金貴
  - 配音
    - 朱子聰 飾演 衛斯理
    - 錢佩卿 飾演 白素
    - 吳忠泰 飾演 丁阿毛
    - 陳森 　飾演 章達
    - 盧雄 　飾演 李遜博士
    - 盧雄 　飾演 醫生
    - 吳惠玲 飾演 丁阿玲
    - 何文光 飾演 阿中
    - 陳森 　飾演 丁阿毛父
    - 陳森 　飾演 比利
    - 楊廣培 飾演 米軒士
    - 陳森 　飾演 某甲
    - 陳永信  飾演 某乙

| 前任者： 028 大廈 | 衛斯理系列（按編號） 029 （包括古聲）                 | 繼任者： 030 換頭記 |
| 前任者： 再來一次 | 衛斯理系列（按連載時序） 1969年6月21日至1969年8月16日 | 繼任者： 湖水       |